# あやなみ (護衛艦)

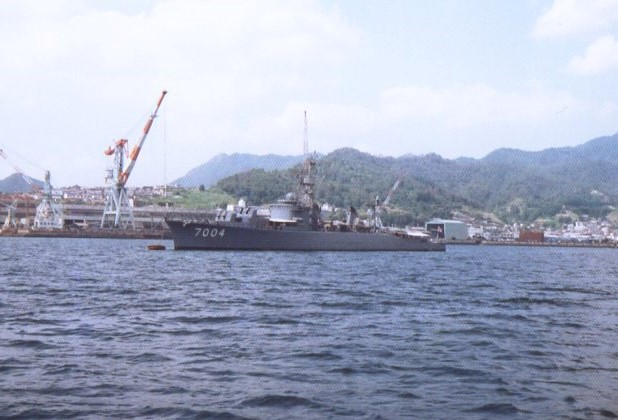
特務艦時代の「あやなみ」（1986年呉にて）

あやなみ（ローマ字：JDS Ayanami, DD-103、ASU-7004）は、海上自衛隊の護衛艦。あやなみ型護衛艦の1番艦。艦名は「重なりあって寄せる波」から由来し、この名を受け継いだ日本の艦艇としては神風型駆逐艦 (初代)「綾波」、吹雪型駆逐艦「綾波」に続き3代目にあたる。

## 艦歴
「あやなみ」は、昭和30度計画1,700トン型警備艦1603号艦として、三菱重工業長崎造船所で1956年（昭和31年）11月20日に起工され、1957年（昭和32年）6月1日に進水、1958年（昭和33年）2月12日に就役し、横須賀地方隊に直轄艦として編入された。
1958年（昭和33年）3月16日、横須賀地方隊隷下に新編された第8護衛隊に「うらなみ」とともに編入。
同年8月から海上自衛隊第2回目の遠洋練習航海に参加している。なお、1961年（昭和36年）の第5回及び1968年（昭和43年）の第12回の遠洋練習航海にも参加している。
1958年（昭和33年）10月25日、第8護衛隊が第1護衛隊群隷下に編成替え。
1959年（昭和34年）4月1日、第1護衛隊群隷下に新編された第9護衛隊に「うらなみ」とともに編入。
1962年（昭和37年）から1963年（昭和38年）にかけての特別修理工事のさいに装備の近代化工事が実施され、未装備であった電波探知装置（ESM）NOLR-1が後檣に装備、捜索ソナーをOQS-12へ、攻撃ソナーをOQY-2へ換装。
1965年（昭和40年）7月には後甲板の爆雷投射機2基、爆雷投下軌条2条が撤去され、可変深度式ソナー（VDS）OQA-1を装備。
1969年（昭和44年）3月15日、第9護衛隊が第3護衛隊群隷下に編成替え。
1970年（昭和45年）には短魚雷落射機が撤去され、68式3連装短魚雷発射管を2基搭載する対潜攻撃能力強化工事が実施された。
1971年（昭和46年）2月1日、第9護衛隊が護衛艦隊隷下に新編された第4護衛隊群隷下に編成替え。
1979年（昭和54年）10月19日、富津岬の北方約16kmの木更津沖で台風20号の避泊中、東京湾を北上してきたノルウェーの貨物船「バージ・オーデル」（Berge Oder）に衝突された。舷側水線上2メートルの位置に幅2メートル、長さ10メートルの破口を生じたが、乗組員に被害はなく自力で横須賀基地へ帰港した。
1983年（昭和58年）3月30日、特務艦に種別変更され、艦籍番号がASU-7004に変更。呉地方隊に直轄艦として編入され定係港が呉に転籍。なお、特務艦への改装工事において4連装長魚雷発射管及びVDSを撤去。
1986年（昭和61年）12月25日、除籍。28年間の艦歴において地球28周分にあたる60万浬を航海している。

## 登場作品
「サブマリン707」（小沢さとる、1963年）
707の救援に駆けつけた。怪潜のマウス・キッド攻撃により大破するも、逆にこれを撃沈した。